# 주디스 자비스 톰슨
주디스 자비스 톰슨 (Judith Jarvis Thomson, 1929년 10월 4일 – 2020년 11월 20일)는 윤리학과 형이상학을 연구한 미국의 철학자이다. 그녀의 작업은 다양한 분야에 걸쳐 있지만 그녀는 트롤리 문제 라는 사고 실험과 낙태에 관한 저술에 관한 작업으로 가장 유명하다. 그녀는 필리파 풋이 처음 제기한 트롤리 문제에 대한 광범위한 문헌을 명명, 개발 및 개시한 것으로 알려져 있으며, 이후 광범위한 사용을 발견했다. 톰슨은 또한 " A Defence of Abortion "이라는 제목의 논문을 발표했는데, 이는 태아가 생명권을 가진 사람이라고 가정하더라도 그 절차가 도덕적으로 허용된다는 주장을 하고 있다. 그녀는 2019년에 미국 철학 학회의 회원으로 선출되었다.
"A Defence of Abortion"(1971)은 톰슨이 특히 잘 알려진 하나의 사고 실험을 소개했다. 1971년에 출판된, 낙태에 관한 톰슨의 작업은 역사적으로 Roe v Wade의 법원 사건과 관련이 있고 그 직전에 위치한다. 이 논문은 독자에게 그녀의 순환계가 그녀의 동의 없이 9개월 동안 생명을 유지해야 하는 유명한 바이올리니스트의 순환계와 연결되어 있다고 상상해 보라고 요청한다. 톰슨이 제기한 가설은 특히 철학적 관심을 태아의 권리에서 임산부의 권리로 전환한다. 특히, 그녀의 주장은 태아가 사람이라는 것을 받아들이고 그 주제를 중심으로 하는 모든 토론을 지나친다. 대신, 톰슨은 여성의 신체적 자율성이 태아의 모든 권리를 대체한다고 주장한다. 이 주장은 그 이후로 널리 논의되어 일부 낙태 반대 단체에서는 낙태가 논의되는 방식을 변화시킨 것으로 받아들여졌다.

## 같이 보기
- 미국 철학
- 광차 문제